# Acvilă de savană
Acvila de savană (Aquila rapax) este o pasăre răpitoare mare aparținând familiei Accipitridae. Este răspândită la sud de Sahara, prin sud-vestul Asiei și India. Trăiește în stepe, deșerturi și savană.

## Taxonomie
Naturalistul olandez Coenraad Jacob Temminck a descris acvila de savană în 1828, pornind de la un specimen tip indian. Aquila înseamnă „vultur” în latină, în timp ce rapax înseamnă „a apuca” în latină și se referă la a fi rapace, adică foarte prădător.

### Subspecii
Există trei subspecii:
- Aquila rapax rapax – distribuită în sudul Republicii Democrate Congo și centrul Kenyei către toate punctele dinspre sud.[6]
- Aquila rapax belisarius – locuiește în vestul Africii până în Etiopia și sud-vestul Arabiei, precum și în sud, în nordul Republicii Democratice Congo și nordul Kenyei.[6][7]
- Aquila rapax vindhiana – cu excepția Peninsulei Arabice, această subspecie cuprinde probabil toate acvilele de savană care se găsesc în Asia, cum ar fi în sud-estul Iranului și subcontinentul indian.[3]